# Apró háncscincér
Az apró háncscincér (Phymatodes alni) a cincérfélék családjába tartozó, Európában honos, lombos fákon élő bogárfaj. 

## Megjelenése
Az apró háncscincér testhossza 8-15 mm. Az előtor felülnézetben nagyjából kerek, a szárnyfedők oldalvonalai kb. háromnegyedükig párhuzamosak. Lábainak combjai megvastagodottak. Alapszíne fekete, csápjai, a combok töve és részben a lábszárak, valamint a szárnyfedők elülső harmada (és varrata a hátulsó harántsávig) vörösbarna (gyakori az a színváltozata, ahol a csápok és lábak egyöntetűen vörösbarnák). A szárnyfedők középvonalánál egy-egy kifli alakú, sárgásfehér folt, a vége előtt pedig egy folytonos, V alakú, sárgásfehér harántsáv látható. A pajzsocska mögött felálló, fekete szőrcsomó található. Szemei majdnem osztottak. Az előtor finoman és egyenletesen pontozott, sima dudorok nélkül. A szárnyfedői elöl durvábban és szórtan, az elülső harántsávtól nagyon finoman, elmosódottan pontozottak és recézettek. 

## Elterjedése és életmódja
Európában honos, az Ibériai-félszigettől a Kaukázusig és Kazahsztánig. Magyarországon a domb- és hegyvidékeken elterjedt, gyakori faj. 
Lárvája különféle lomblevelű fák (főleg tölgy, de kőris, juhar, éger, vadrózsa, gesztenye, stb. is) elhalt, száraz ágaiban él. Életciklusa egy-két évig tart. Kora tavasszal a kéreg alatt bebábozódik. Az imágó áprilistól júniusig rajzik, többnyire a tápnövények száraz ágain vagy virágzó cserjéken (galagonyán, berkenyén, vadrózsán, stb.) tartózkodik. 

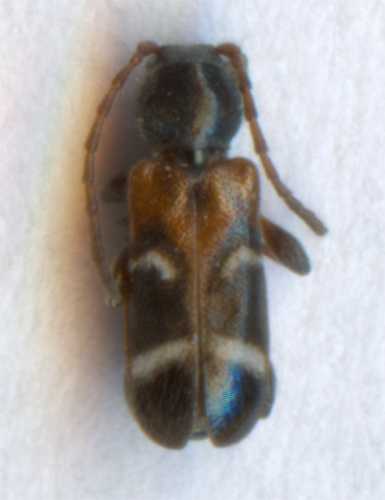
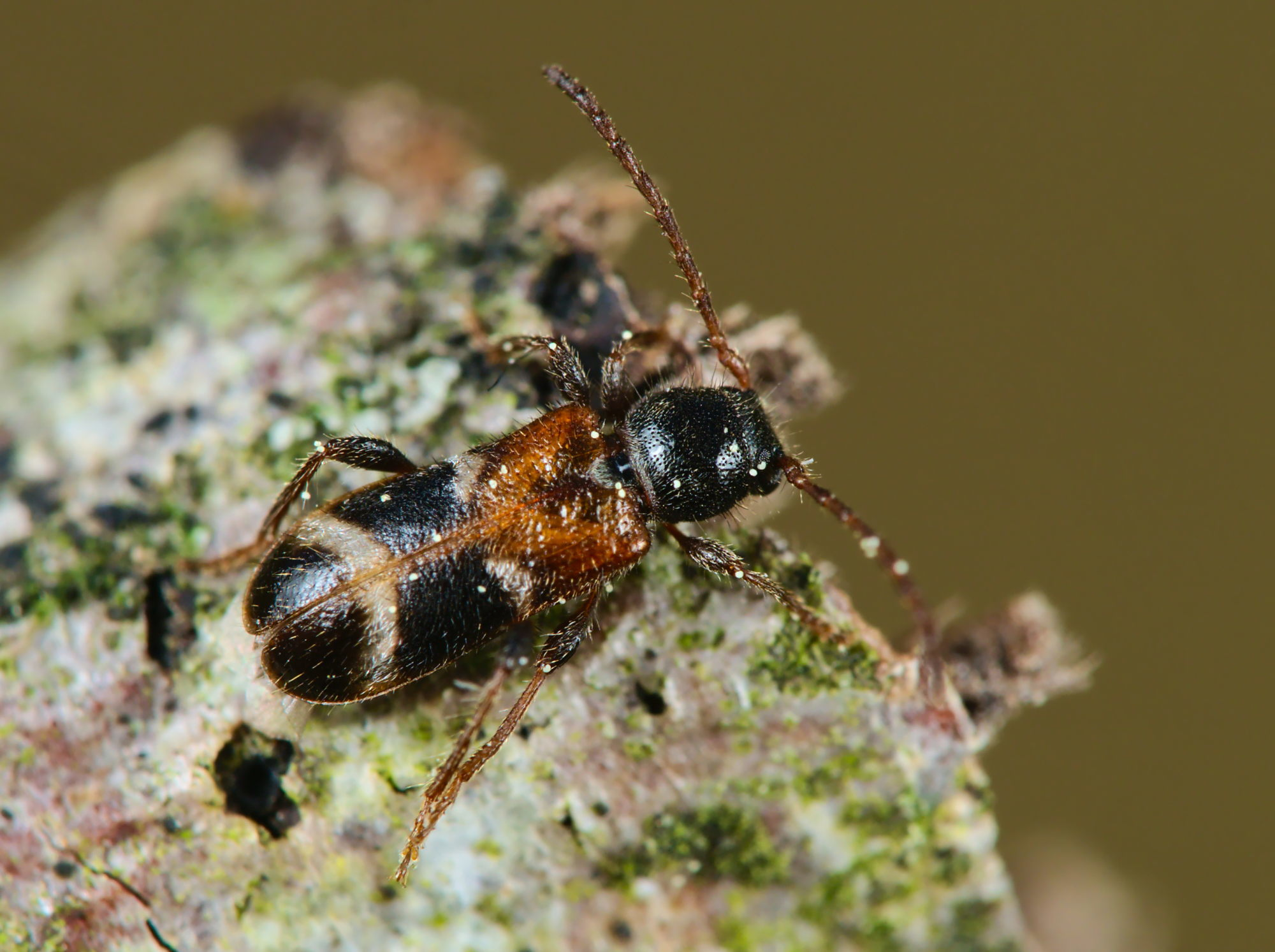
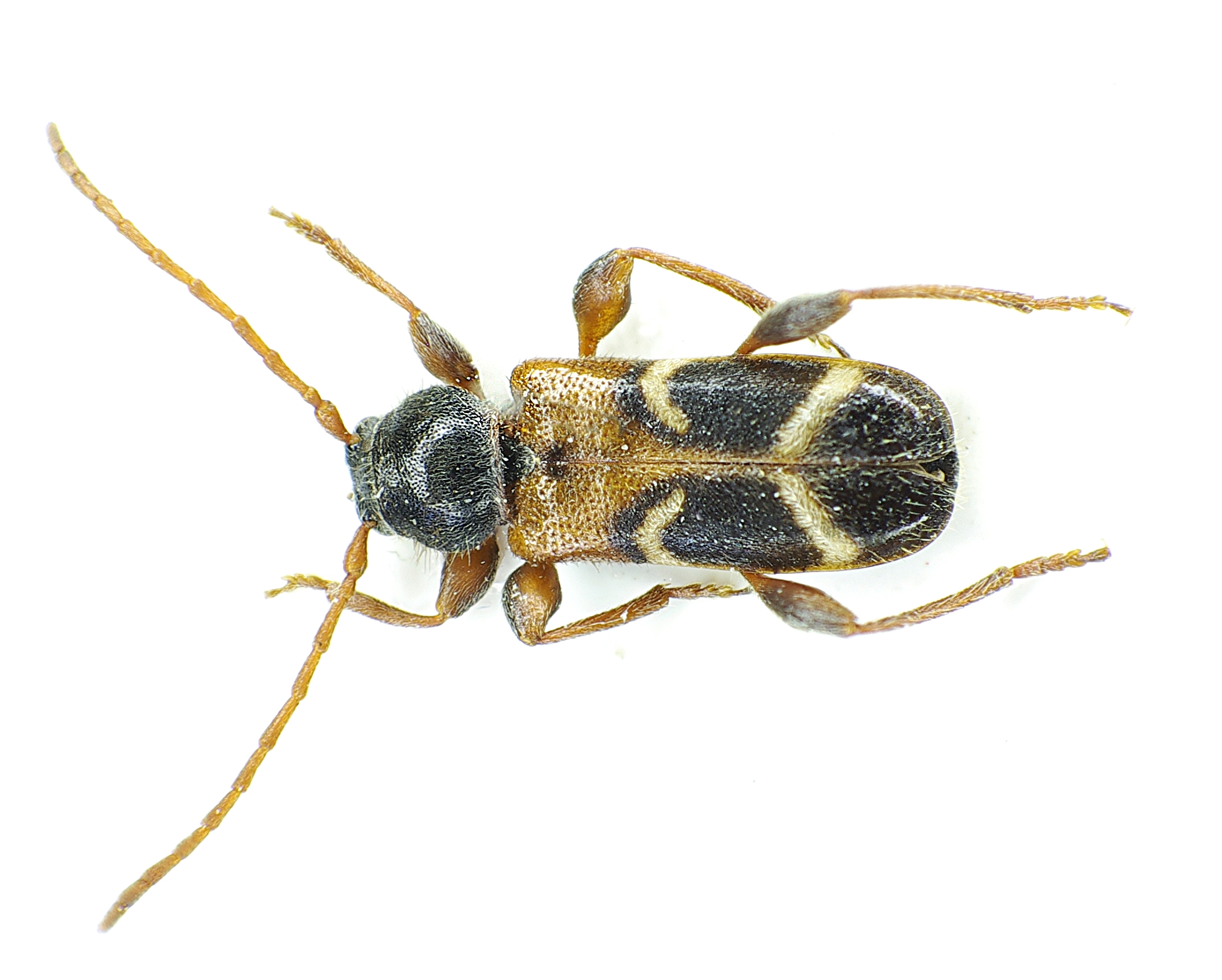
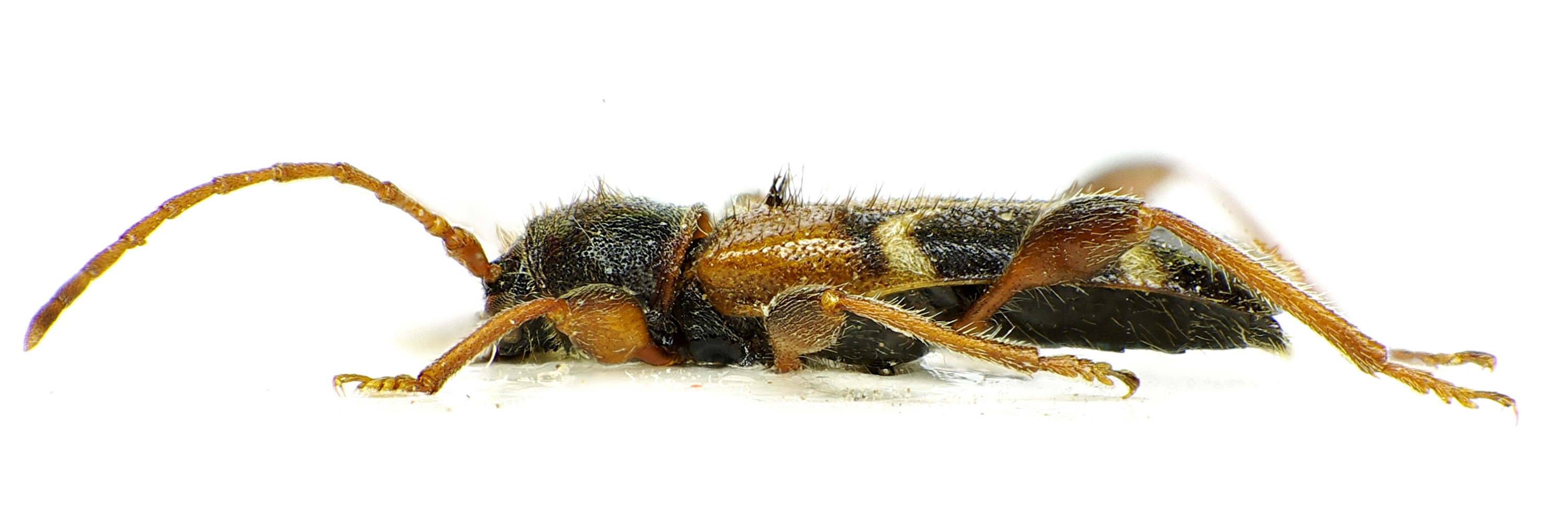
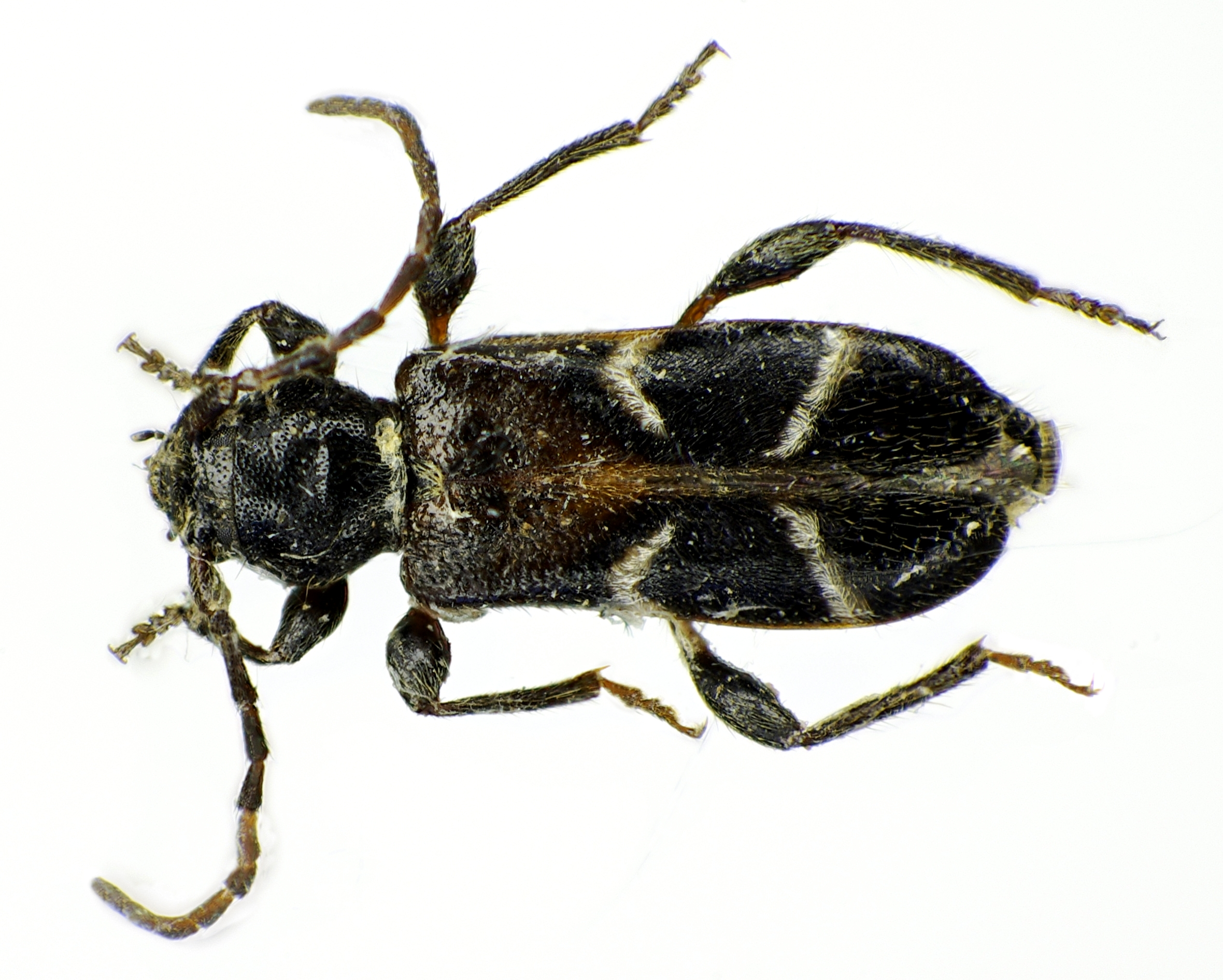

Magyarországon nem védett.